# Grundig (Unternehmen)
Grundig war ein deutsches Unternehmen für Unterhaltungselektronik mit Sitz in Fürth und später Nürnberg. Es wurde 1930 vom Nürnberger Radiohändler Max Grundig gegründet.
Es wurde zu einem Symbol des westdeutschen Wirtschaftswunders und galt lange Zeit als Traditionsunternehmen. Im April 2003 musste das Unternehmen Insolvenz anmelden. Aus Grundig gingen u. a. die Grundig Intermedia und die Grundig Business Systems hervor.
Die Marke Grundig wird in Deutschland von der Beko Germany vertrieben.

## Geschichte

Altes Logo von Grundig mit Fürther Kleeblatt im Firmenlogo

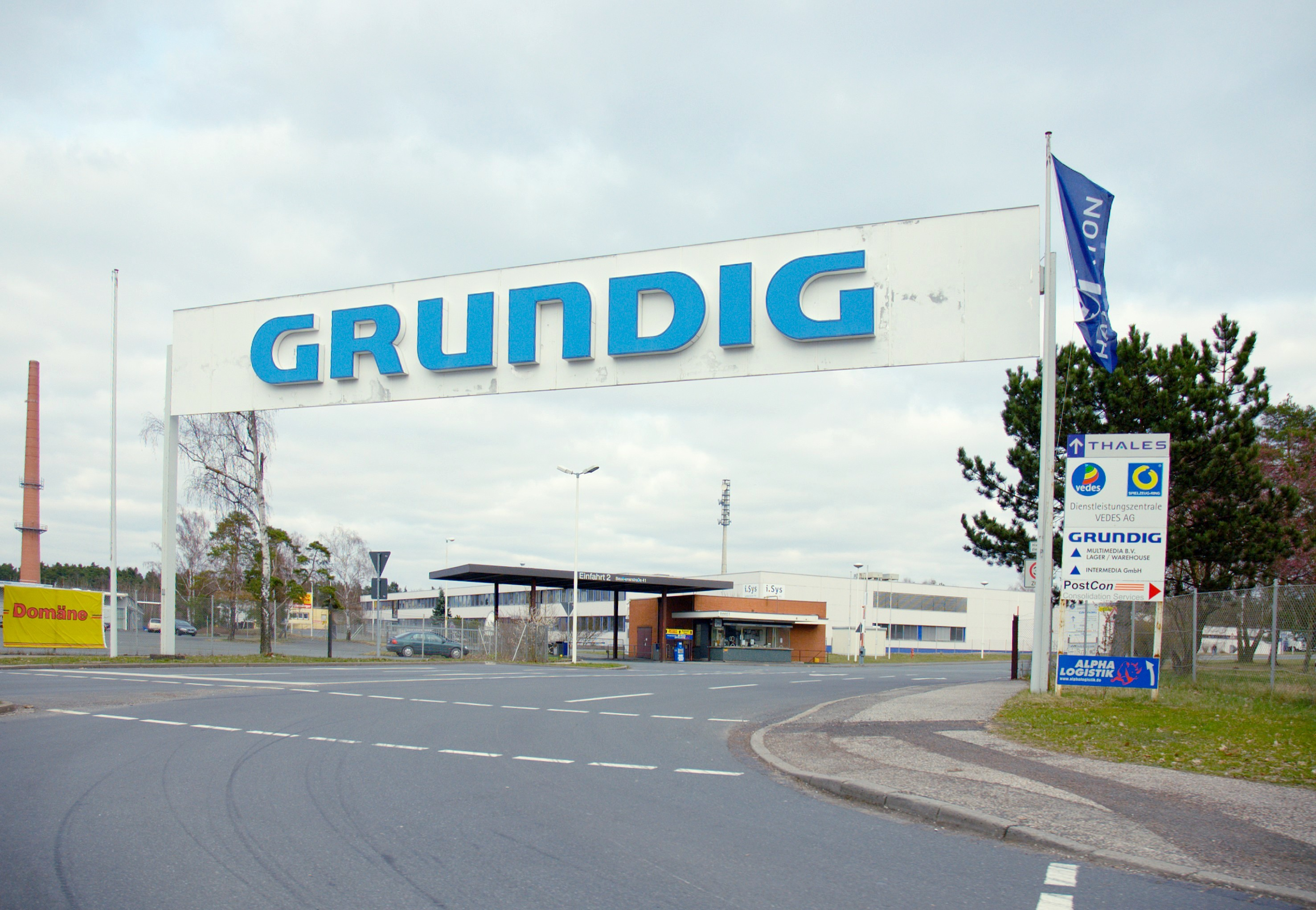
Grundig-Werk Nürnberg (2008)

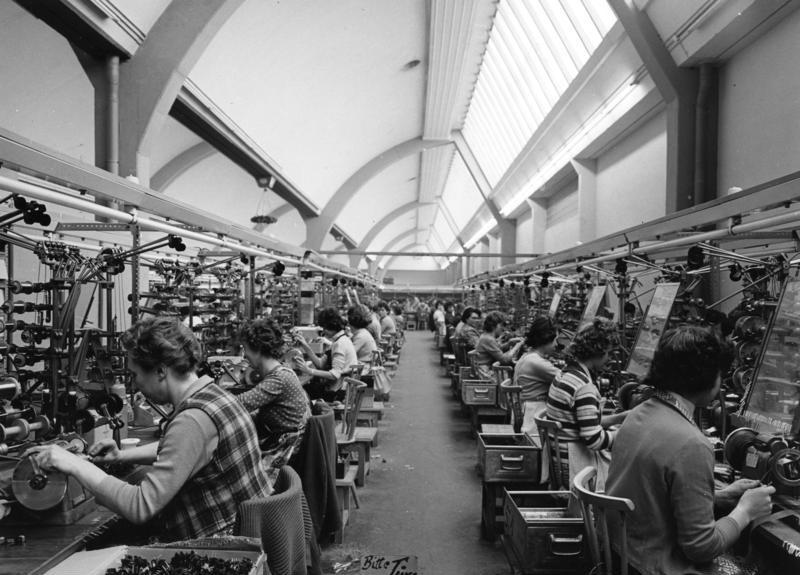
Spulenwickelei im Tonbandgerätewerk Bayreuth (1959)

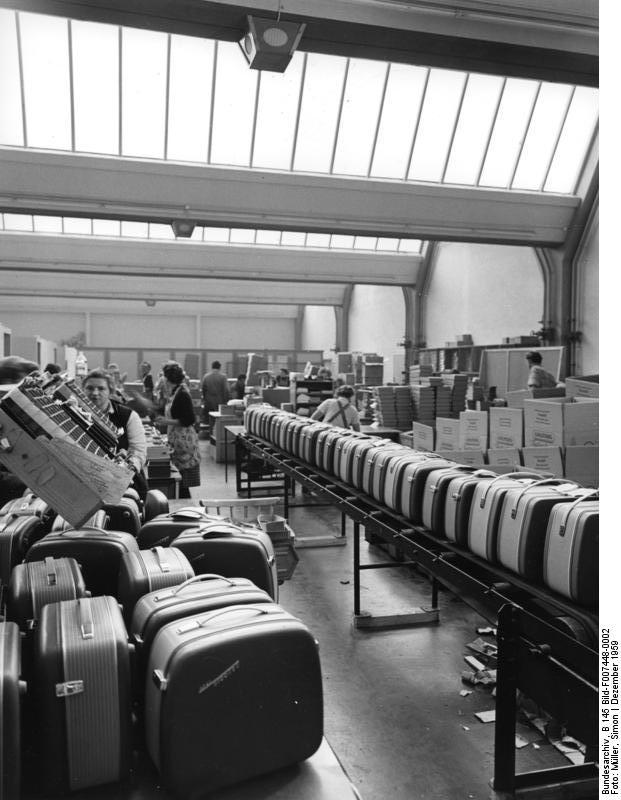
Verpacken fertiger Tonbandkoffergeräte im Werk Bayreuth (1959)

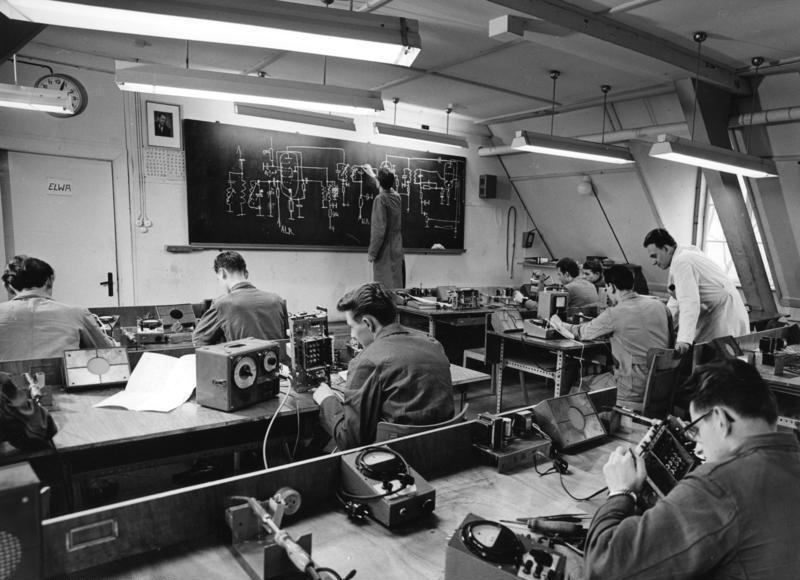
Lehrlingsausbildung im Werk Fürth (1959)

### Vom Heinzelmann zum größten Rundfunkgerätehersteller Europas
Die Geschichte des Konzerns begann 1930 in Fürth mit der Gründung des Radio-Vertriebs Fürth, Grundig & Wurzer (RVF) in der Sternstraße 4 (heute Ludwig-Erhard-Straße), das Geschäft eröffnete am 15. November 1930, Grundigs Eigenkapital zur Geschäftsgründung betrug 3000 Mark. Der Mitgründer Karl Wurzer stieg schon bald aus. Am 21. Juni 1934 pachtete Grundig schräg gegenüber in der Schwabacher Straße 1 ein größeres Geschäft mit Obergeschoss, wo nun Büro, Buchhaltung, Inventarlager und die Reparaturwerkstatt ihren Platz bekamen. Da aufgrund der unterschiedlichen Stromarten in Fürth und Nürnberg – hier Gleich-, dort Wechselstrom – öfters Transformatoren durchbrannten, installierte der Geschäftsgründer im ersten Stock Wickelmaschinen und stellte damit Spulen und Transformatoren her – der Schritt vom Handel zur eigenen Produktion. Schon 1938 machte der Betrieb mehr als eine Million Reichsmark Umsatz. Im Krieg wurde die Produktion wegen der Gefahr von Luftangriffen in den Vorort Vach in die Festsäle zweier Gastwirtschaften verlegt. Dort wurden zunächst täglich bis zu 200 defekte Transformatoren repariert, bald standen hier 100 Wickelmaschinen, an denen 150 Arbeitskräfte arbeiteten, wobei es sich zumeist um ukrainische Fremdarbeiterinnen (also Zwangsarbeiterinnen) handelte, die von AEG und Siemens bereitgestellt wurden. Neben den Transformatoren stellte Grundig Steuerungsgeräte für die V1- und V2-Raketen her, auch elektrische Zünder für Panzerabwehrwaffen, beides im Auftrag von Siemens und AEG. 1944 produzierte Grundig 50.000 Kleintransformatoren.
Am 18. Mai 1945 transportierte Grundig mit zwei Mitarbeitern einige Wickelmaschinen und Apparate auf einem Leiterwagen von Vach zurück in die Schwabacher Straße 1 und öffnete das Geschäft, das vor allem mit amerikanischer Kundschaft gut anlief. Den Reparaturen folgte die Produktion, Rohstoffe waren in Vach noch vorhanden, zudem schuldete Siemens 6,5 Millionen und AEG 4,5 Millionen Reichsmark für gelieferte Waren. Im Juni 1945 konnte der RVF im Hinterhaus Jakobinenstraße 24 – einer ehemaligen Spielwarenfabrik – seine Produktion aufnehmen, 11 Männer und 31 Frauen bauten in den 400 m² großen Räumen Universaltransformatoren zum Stückpreis von 37 Reichsmark. Zum Jahresende 1946 waren 111 Arbeiter und Angestellte beschäftigt, der Umsatz belief sich auf 1,3 Millionen Reichsmark.
Nach Kriegsende 1945 erkannte Max Grundig den Absatzmarkt für Radios und leitete die Produktion des Gerätebausatzes Heinzelmann ein, mit dem Restriktionen der Besatzungsmacht bzgl. der Herstellung gebrauchsfertiger Rundfunkgeräte umgangen werden konnten.
Anfang 1947 kaufte Max Grundig von der Stadt Fürth den ehemaligen Kurpark des König-Ludwig-Bades, einer staatlich anerkannten Heilquelle, inklusive zehn Prozent des Heilwassers. Die Grundsteinlegung erfolgte am 3. März 1947, am 17. September 1947 zogen 280 Mitarbeiter mit der Straßenbahn vom vormaligen Produktionsstandort im Hinterhof des Anwesens Jakobinenstraße 24 zum neuen Standort Kurgartenstraße 37. Auf 5500 m² Arbeitsfläche waren Ende 1948 rund 650 Beschäftigte tätig. Am 7. Juli 1948 benannte Grundig die RVF Elektrotechnische Fabrik in Grundig Radio-Werk-GmbH um, schon am 1. Dezember kam es zu einer weiteren geringfügigen aber vielsagenden Änderung, aus dem Werk wurden Werke. Am 15. November 1948 begann der Bau des ersten Verwaltungs- und Direktionsgebäudes, in dem sich heute das Rundfunkmuseum Fürth befindet. Im Februar 1949 verließ das 100.000 Radio die Kurgartenstraße, 800 Beschäftigte produzierten in 25 Werkshallen und Verwaltungsgebäuden, die Monatsproduktion belief sich auf 12.000 Rundfunkgeräte, der Marktanteil betrug 20 Prozent, Grundig war damit Marktführer. Ein sichtbares Zeichen für die Verbindung mit der Stadt Fürth war die Aufnahme des Fürther Wappens mit dem Kleeblatt in das Unternehmenslogo.
Der Werkssender im Direktionsgebäude an der Fürther Kurgartenstraße – maßgeblich vom Rundfunkpionier Walter Mayer konstruiert – sendete im September und Oktober 1951 eventuell das erste regelmäßige deutsche Fernsehprogramm der Nachkriegszeit.
Mitte 1952 wurde das millionste Rundfunkgerät in Fürth hergestellt. Zu dieser Zeit betrug die Tagesproduktion dieser seinerzeit größten europäischen Empfängerfabrik 2.500 Geräte. Im Vorjahr (1951) hatten insgesamt 408.000 Radios das Werk verlassen.
Im Jahr 1951 wurden die ersten Fernsehempfänger in einer neuen Fabrikhalle gefertigt – der Standort und das Unternehmen wuchsen rasant. Grundig war zu dieser Zeit Europas größter Rundfunkgerätehersteller. Unternehmen aus Nürnberg, Frankfurt am Main und Karlsruhe wurden aufgekauft, darunter die Adlerwerke und Triumph. Beide Werke fusionierten 1956 zur Triumph-Adler AG und produzierten seither nur noch Büromaschinen, jedoch nicht unter der Bezeichnung Grundig, sondern mit eigenen Namen. 1955 war Grundig der größte Tonbandgerätehersteller der Welt und beschäftigte 8600 Arbeitskräfte, der Umsatz belief sich auf 150 Millionen Mark.
Im Jahr 1960 entstand das erste Grundig-Werk im Ausland – in Belfast (Nordirland) wurden Tonbandgeräte gefertigt. 1965 folgte eine Fabrik für Autoradios in Braga (Portugal). Auch auf der Fürther Hardhöhe und in Nürnberg-Langwasser entstanden neue Fertigungshallen. 1965 war Grundig der größte deutsche Fernsehgeräteproduzent, 1966 verließ das 16-millionste Gerät seit 1945 die Werke. 1968 verkaufte die Grundig-Werke GmbH die Triumph-Adler AG an den US-amerikanischen Konzern Litton Industries. 1970 bestanden die Grundig Werke aus 21 Firmen und 19 Fabrikationsstätten, drei weitere waren im Bau, sowie zwölf Niederlassungen und Vertriebsorganisation im Inland, 34 insgesamt in Europa, 30 in Asien, 57 in Afrika, 22 in Australien, 7 in den USA, 60 in Lateinamerika. 25.000 Beschäftigte erwirtschaften einen Umsatz von 1,14 Milliarden Mark. Der Umsatzzuwachs ging jedoch nicht mehr mit entsprechenden Produktivitäts- und Gewinnsteigerungen einher. Ebenfalls 1970 errichtete der Firmeninhaber die Max Grundig-Stiftung. Die Stiftung nahm Max Grundigs Stelle als Alleininhaber ein, sie wurde als Konzernträger-Unternehmen und Holding bezeichnet, deren Zweck es sei, dass „der Fortbestand aller Grundig-Unternehmen mit Vorrang dauernd gesichert ist“, weiterhin „die Wahrung und Förderung gemeinsamer Interessen der Angehörigen der Familie Grundig“. Am 1. April 1972 wurden die Grundig-Werke GmbH in eine Aktiengesellschaft umgewandelt, die Aktien waren zunächst ganz überwiegend im Eigentum der Max Grundig-Stiftung. 1979 erreichte die Grundig AG ihren personellen Höchststand von 38.460 Beschäftigten, der Gesamtumsatz belief sich auf 2,956 Mrd. Mark, aber Umsatz und Gewinn liefen weiter auseinander. Vorstandsvorsitzender war Hans-Heinz Griesmeier (* 1925), der auch Vorstandsvorsitzender bei Krauss-Maffei war.

### Umsatzeinbruch und Einstieg von Philips in den 1980er Jahren
Zu Beginn der 1980er-Jahre brach der Umsatz der Grundig AG erstmals ein. Die Gründe dafür waren vielfältig, unter anderem kam zu dieser Zeit vermehrt japanische Unterhaltungselektronik auf die europäischen Märkte.
1983 lag die Beteiligung des niederländischen Elektrokonzerns Philips an der Grundig AG bei 24,5 %. Im Dezember 1983 meldete die Geschäftsführung einen Gruppenumsatz von 3,06 Milliarden DM. Der an die Max-Grundig-Stiftung abgeführte Gewinn betrug 44 Millionen DM. Zu seinem 75. Geburtstag im Mai 1983 resümierte der Firmengründer: „Bis heute wurden in den Grundig-Werken 27 Millionen Rundfunkempfänger, 11 Millionen Schwarz-Weiß-Empfänger, 12 Millionen Farbfernseher, 16 Millionen Tonbandgeräte, zwei Millionen Videorecorder hergestellt. 40 Milliarden Mark Umsatz wurden geschaffen und 11 Milliarden Mark Löhne, 4,4 Milliarden Mark Sozialversicherung bezahlt und 1,7 Milliarden Mark investiert.“
Im April 1984 erhöhte der Philips-Konzern seine Beteiligung auf 31,6 % und übernahm die Leitung der Grundig AG. Der bisherige Geschäftsführer und Unternehmensgründer Max Grundig schied aus der Unternehmensführung aus. Im April 1984 billigte das Bundeskartellamt die Fusion zwischen Philips und Grundig unter der Bedingung, dass Grundig seinen Diktiergerätevertrieb verkaufen musste.

### Niedergang ab 1992 und Insolvenz 2003
Trotz des Rekord-Umsatzes von 4,55 Mrd. DM und einem Jahresüberschuss von 190 Millionen DM im Jahre 1991 – verursacht durch den Nachholbedarf in den neuen Bundesländern – kam es von 1992 bis 1996 zum geschäftlichen Absturz: Bei einem Umsatzrückgang von 3,709 Mrd. auf 3,329 Mrd. DM machte Grundig insgesamt fast 2 Mrd. DM Verlust, davon 1,2 Mrd. DM alleine 1995 und 1996, die Beschäftigungszahlen halbierten sich beinahe von 16.250 auf 8580.
Der Philips-Konzern gab 1998 aufgrund unbefriedigender Entwicklung des Unternehmens Grundig an ein bayerisches Konsortium unter Führung von Anton Kathrein (persönlich haftender Gesellschafter der Kathrein Werke KG) ab.
Ende Juni 2000 wurde der Unternehmenssitz von Fürth in das benachbarte Nürnberg verlegt. Das Unternehmen erreichte 2001 einen Umsatz in Höhe von 1,281 Milliarden Euro, machte dabei jedoch 150 Millionen Euro Verlust. Der Freistaat Bayern unterzeichnete 2001 eine Ausfallbürgschaft über 45 Millionen Euro, um Grundig im Geschäft zu halten, bis neue Investoren gefunden sind. Gespräche mit der taiwanischen Sampo Corporation und dem türkischen Elektronikhersteller Beko Elektronik, einer Tochter der Koç Holding, scheiterten zunächst. Die hohen Ausgaben für betriebliche Alterssicherungen stellten bei den Verhandlungen um einen potentiellen Investor ein entscheidendes Problem dar. Eigentümer von Grundig waren zu dieser Zeit die BEB (Bayerische Elektronik-Beteiligungs GmbH & Co. KG), bestehend aus Kathrein, Bayerische Landesbank Girozentrale, Bayerischer Sparkassen- und Giroverband, Unicredit Bank und der Bayerischen Landesbank für Aufbaufinanzierung. Die Banken verlängerten daher im Herbst 2002 die Kredite nicht mehr, und der Grundig-Konzern musste am 14. April 2003 Insolvenz anmelden. Ende der 1980er-Jahre hatte Grundig noch über 28.000 Beschäftigte. 2003 waren im Unternehmen nur noch rund 3500 Mitarbeiter angestellt.

### Übernahmen und Ausgliederungen ab 2004

#### Unterhaltungselektronik
Als Grundig 2003 Insolvenz angemeldet hatte und dadurch nicht länger von Pensionsverpflichtungen über 200 Millionen Euro belastet war, bekräftigte Beko Elektronik Mitte April 2003 sein Interesse an Grundig.
Im Januar 2004 wurde der Bereich Home Intermedia System (HIS) von Beko Elektronik und dem britischen Unternehmen Alba Radio zu einem Kaufpreis von rund 80 Millionen Euro übernommen.
Im Oktober 2006 und Januar 2007 wurden zwei eigene Fertigungslinien für LCD-Fernseher der Marke Grundig bei Beko Elektronik in Istanbul in Betrieb genommen. Zum 18. Dezember 2007 übernahm die türkische Beko Elektronik auch 50 Prozent der Anteile von Alba Radio an der Grundig Multimedia B.V., der Muttergesellschaft der in Nürnberg ansässigen Grundig Intermedia. Beko Elektronik firmierte 2008 in Grundig Elektronik um. Nach dem Versuch, mit Produkten designed and developed in Germany wieder eine führende Marke in Deutschland und Europa zu werden, wurden zum Jahresende 2008 die Entwicklung in Nürnberg geschlossen und bei Grundig Elektronik in Istanbul weitere 450 Beschäftigte entlassen. Die Produktion der in Nürnberg verbliebenen Grundig Intermedia erfolgte seitdem in Istanbul bei Beko und zum Teil auch in Asien über Fremdunternehmen. 2009 übernahm der Haushaltsgerätehersteller Arçelik, an dem die Koç-Gruppe Mehrheitsanteilseigner ist, Grundig vollständig, wodurch Arçelik seitdem die Grundig-Markenrechte hält. Der Umsatz mit dem Vertrieb von Produkten der Marke Grundig im deutschsprachigen Raum wuchs seitdem, im Bereich mittelpreisiger Fernsehgeräte etablierte sich die Marke in Deutschland wieder. 2012 arbeiteten am fränkischen Stammsitz noch 150 Beschäftigte in den Bereichen Vertrieb, Marketing, Design, Qualitäts- und Produktmanagement sowie Technik und Kundendienst. In Istanbul produzierte eine Fernseherfabrik für die Marke Grundig, die mit rund 1.500 Mitarbeitern zu den größten Europas gehörte. Im TV-Bereich belegte Grundig mit seinen verkauften LCD/LED-TV-Geräten nach Samsung und Philips den dritten Platz. Daneben wurden Elektro-Kleingeräte wie Kaffeemaschinen und Wasserkocher sowie Audio-Geräte wie MP3-Player und Radios im siebenstelligen Bereich vertrieben.

Logo der Beko Grundig Deutschland GmbH im Jahr 2020

2013 hatte die Grundig Intermedia GmbH den – mit der Übernahme durch Arçelik im Jahr 2009 begonnenen – Wandel von Consumer-Elektronik zu Home Electronics (Unterhaltungselektronik und Haushaltsgeräte) vollzogen, d. h. das Produktportfolio wurde um Haushaltsgroß- und -kleingeräte („Weiße Ware“) ergänzt. Im April 2016 kündigte der türkische Konzern Arçelik als Eigentümer an, dass Grundig nach 85 Jahren Firmengeschichte endgültig seine Stammregion Nürnberg/Fürth verlässt und nach Neu-Isenburg umzieht, um mit Beko Deutschland verschmolzen zu werden. Grundig hatte zu diesem Zeitpunkt in Nürnberg noch 72 Mitarbeiter. Am Standort Neu-Isenburg wurden die Bereiche Marketing, Vertrieb, Produkt- und Qualitätsmanagement sowie Logistik und Service für den deutschen und nordeuropäischen Markt angesiedelt. Grundig als Marke wurde zu diesem Zeitpunkt in über 65 Ländern weltweit vertrieben. Im September 2020 ging aus dem Zusammenschluss der Grundig Intermedia GmbH und der Beko Deutschland GmbH zunächst die Beko Grundig Germany GmbH hervor, die im Mai 2022 die neue Zentrale für Nord-Europa in Eschborn bezog. Ende 2023 wurde der traditionsreiche Namensbestandteil Grundig gestrichen und lautet seitdem nur noch Beko Germany GmbH. Der Markenname blieb jedoch erhalten. Im Jahr 2020 wurde zur Erinnerung an den 1945/1946 entwickelten Radioempfänger Heinzelmann ein modernes DAB- und Internet-Radio (Produktionszahl: 5000) mit einem an das historische Vorbild angenäherten Design angeboten. Heute (2025) ist die Beko Germany GmbH nach eigenen Angaben Europas einziger Vollsortimenter im Bereich Home Electronics und bietet über 500 Produkte an. Der Schwerpunkt liegt nicht mehr auf Unterhaltungselektronik, sondern auf Haushaltsgeräten.

#### Weitere Geschäftsbereiche

Logo von Grundig Business Systems

2001 wurde der Bereich Bürogeräte (vor allem Diktiergeräte) aus der Grundig AG ausgegliedert und in einer eigenen Gesellschaft, der Grundig Business Systems GmbH (GBS) selbständig weitergeführt. Diese Ausgliederung behielt den Standort Nürnberg bei, jedoch nicht in einer ehemaligen Grundig-Immobilie.
Der ehemalige Geschäftsbereich Grundig Car InterMedia System wurde am 17. November 2003 von der Delphi Corporation (heute: Aptiv) übernommen, einem der weltweit führenden Zulieferer der Automobilindustrie.
Zum 1. Mai 2004 wurde die Grundig SAT Systems (GSS) GmbH als Management-Buy-out gegründet. Sie übernahm die Tätigkeiten des ehemaligen Grundig-Bereichs Kopfstationen und Satelliten-Systeme. Diese musste im Februar 2017 Insolvenz anmelden und gründete sich als GSS Grundig Systems GmbH zum 1. Juni 2017 neu. Das Unternehmen meldete im Oktober 2021 wieder Insolvenz an und startete 2023 neu. GSS und die 1978 gegründete Grundig Akademie sind die einzigen Nachfolgeunternehmen, die noch im räumlichen Umgriff ehemaliger Grundig-Standorte platziert sind (ehemalige „Grundig-Stadt“ in Nürnberg, Beuthener Straße).

## Produkte
Zu den Kernprodukten der Grundig AG gehörten Geräte der Unterhaltungselektronik (z. B. Radios, Fernsehgeräte, Tonbandgeräte, Videorecorder, HiFi-Anlagen), Videoüberwachungs- und Einbruchmeldeanlagen (ehem. Grundig electronics GmbH), Messtechnik, Autoradios, Satelliten-Receiver und Büroelektronik (z. B. Diktiergeräte). Mit der Übernahme durch Beko kamen Haushaltsgeräte („Weiße Ware“) hinzu.

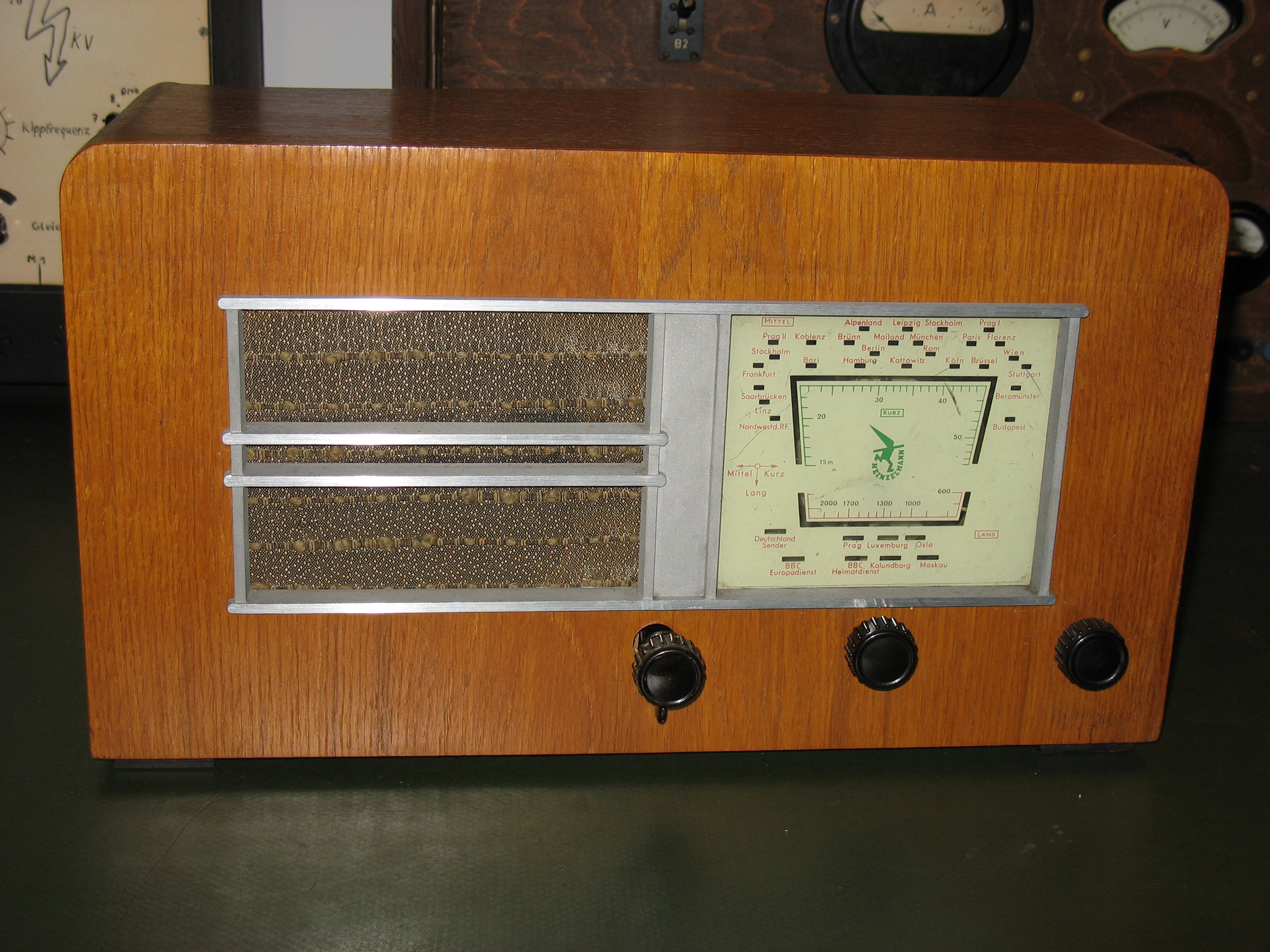
Radiobausatz Heinzelmann (ab 1945)
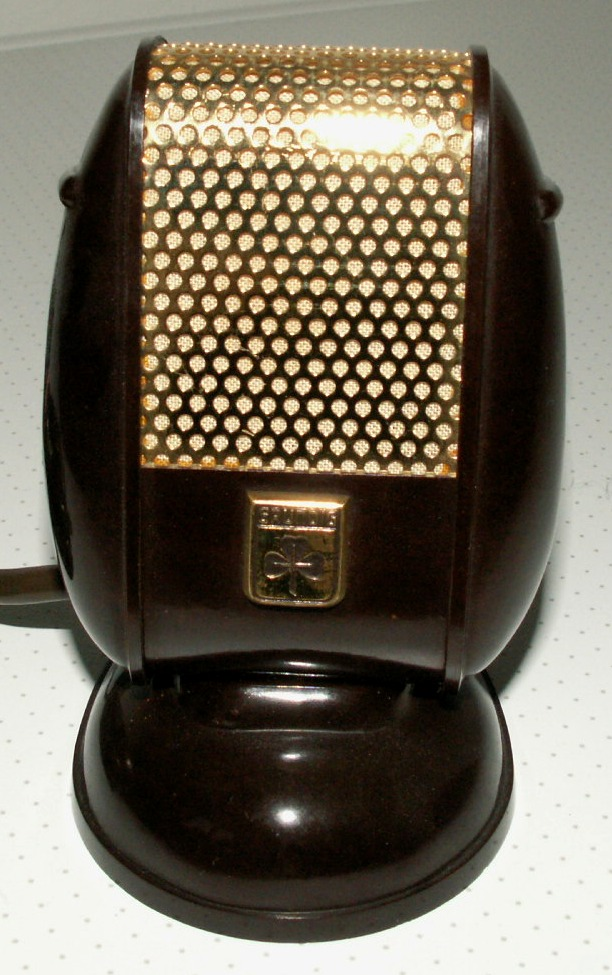
Mikrofon (um 1955)
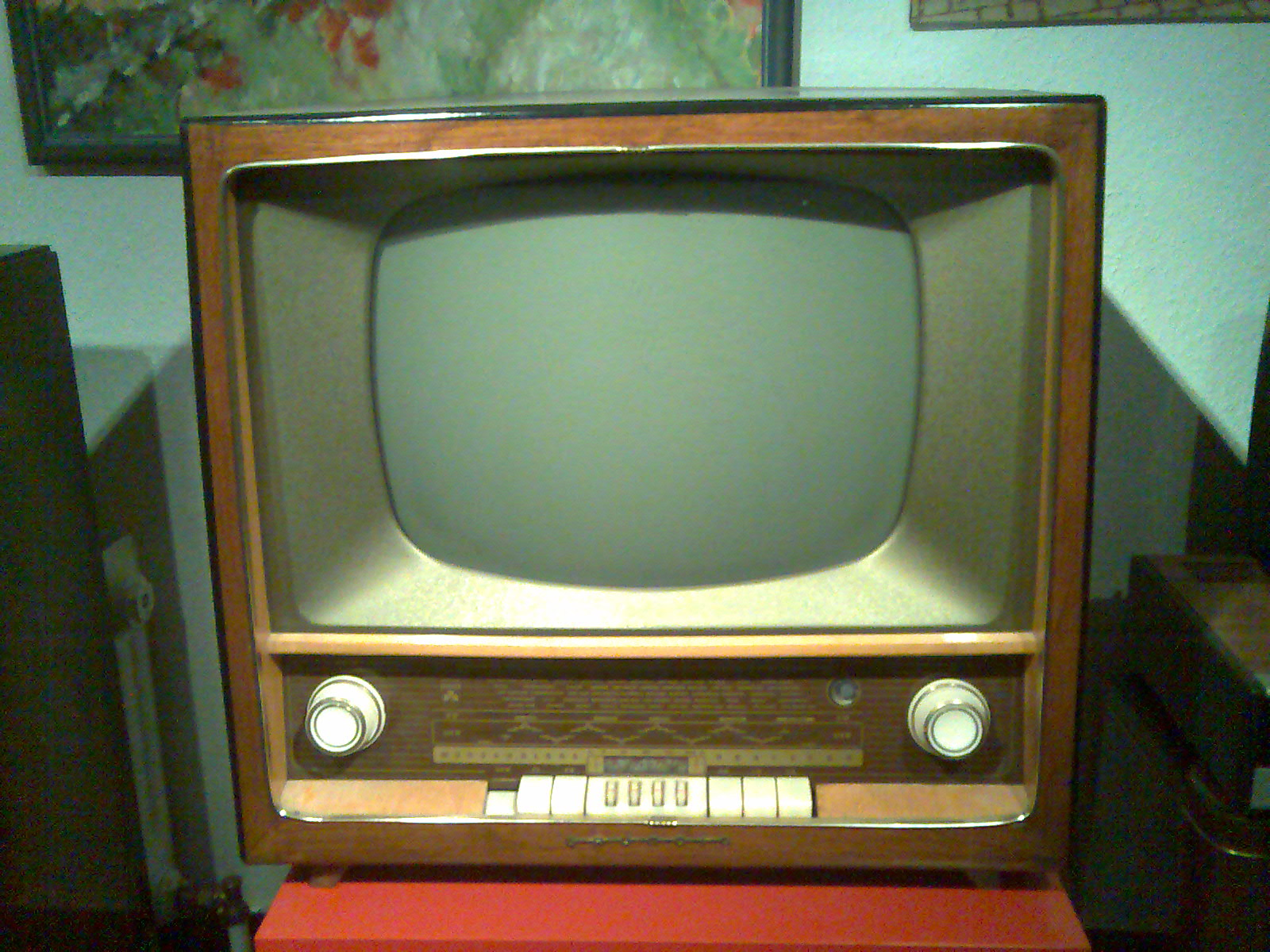
Radio-Fernsehkombination Zauberspiegel 348 (1957)
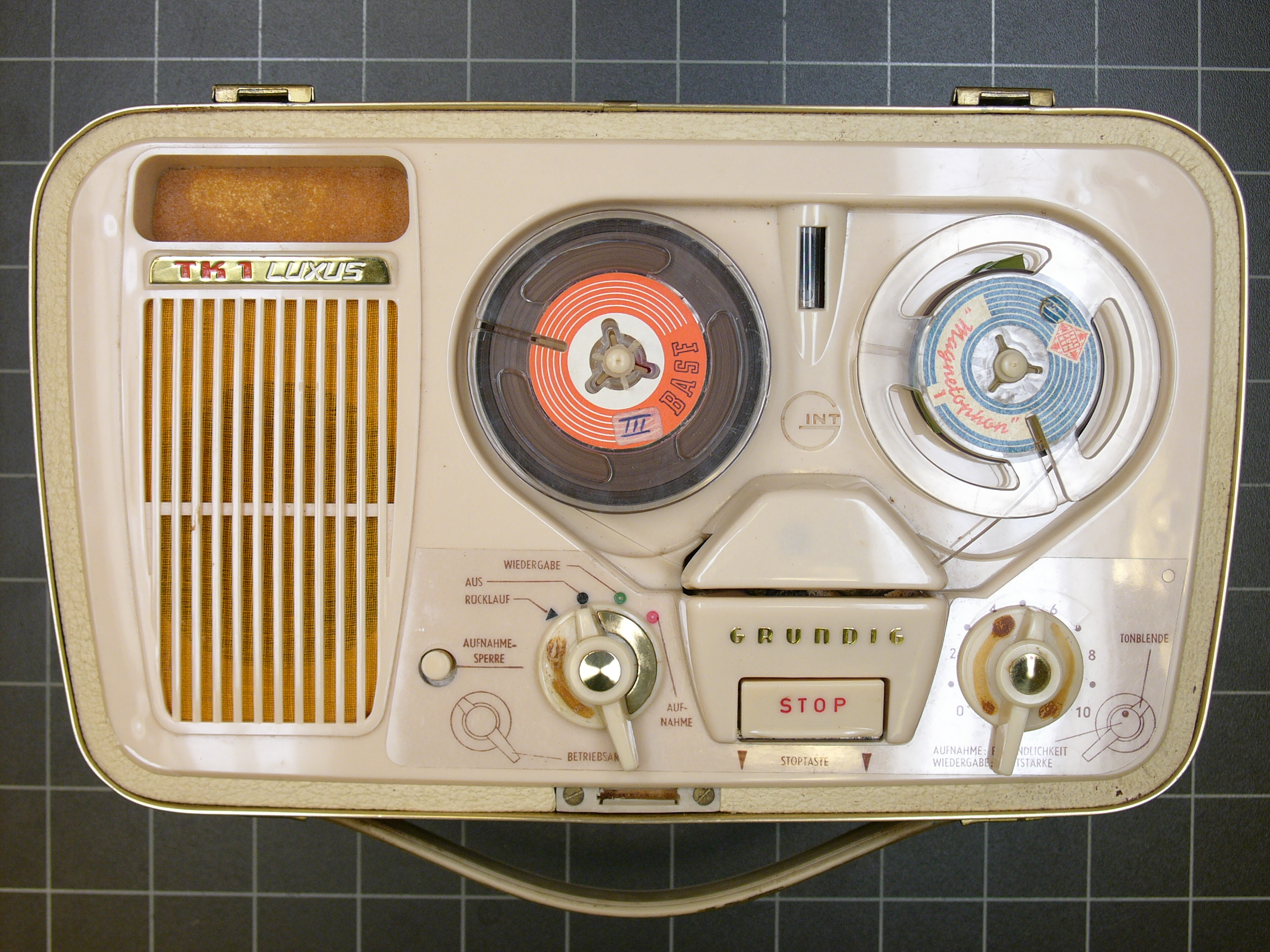
TK-1 Tragbares Grundig-Tonbandgerät (1960)
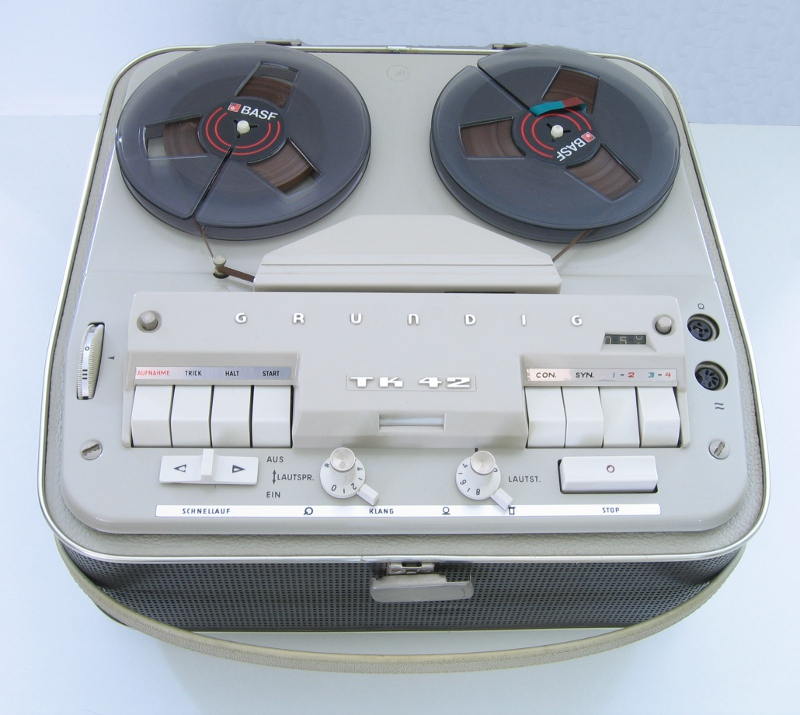
Tonbandkoffer TK 42 (um 1962)
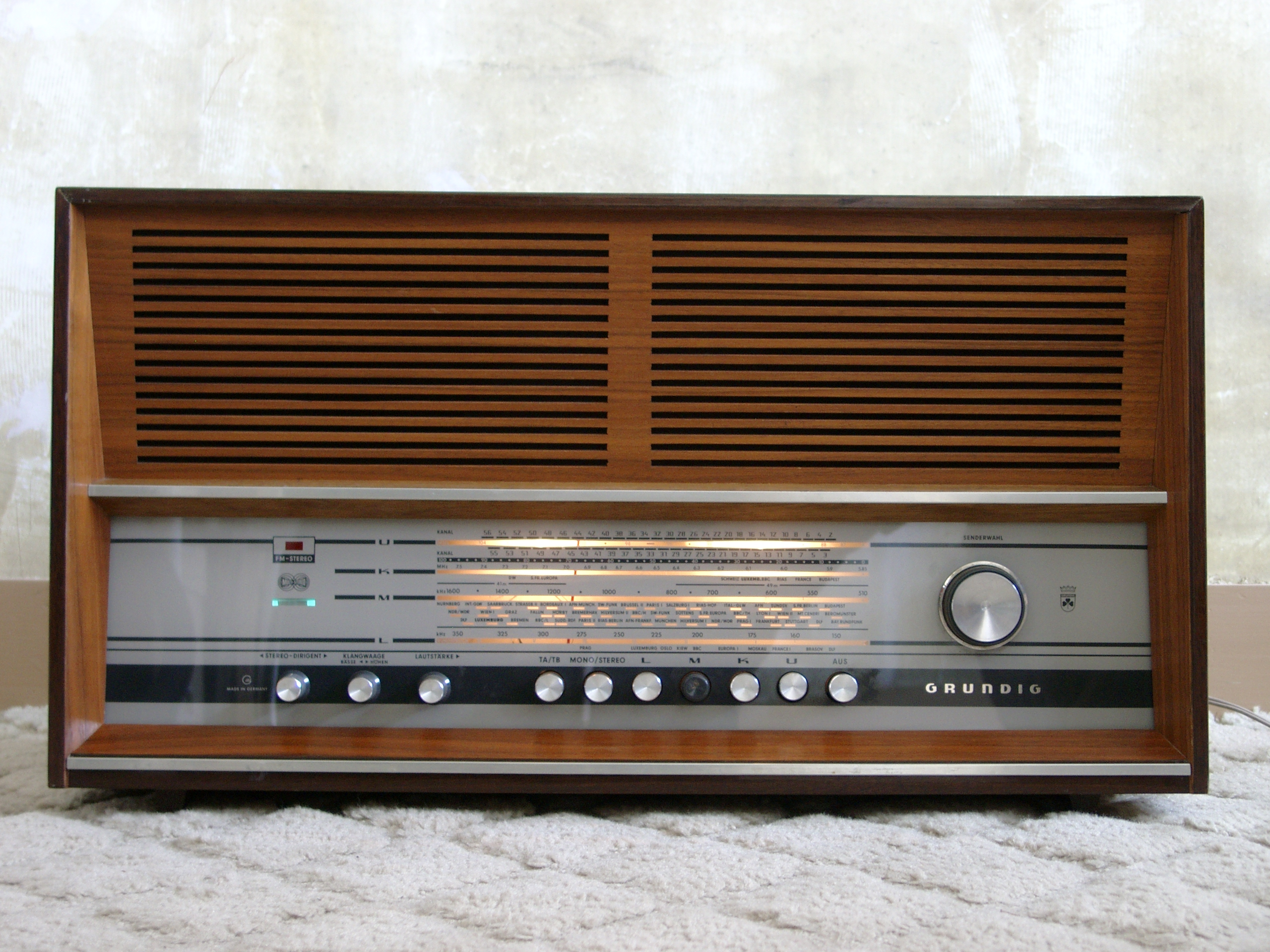
RF160 Stereo
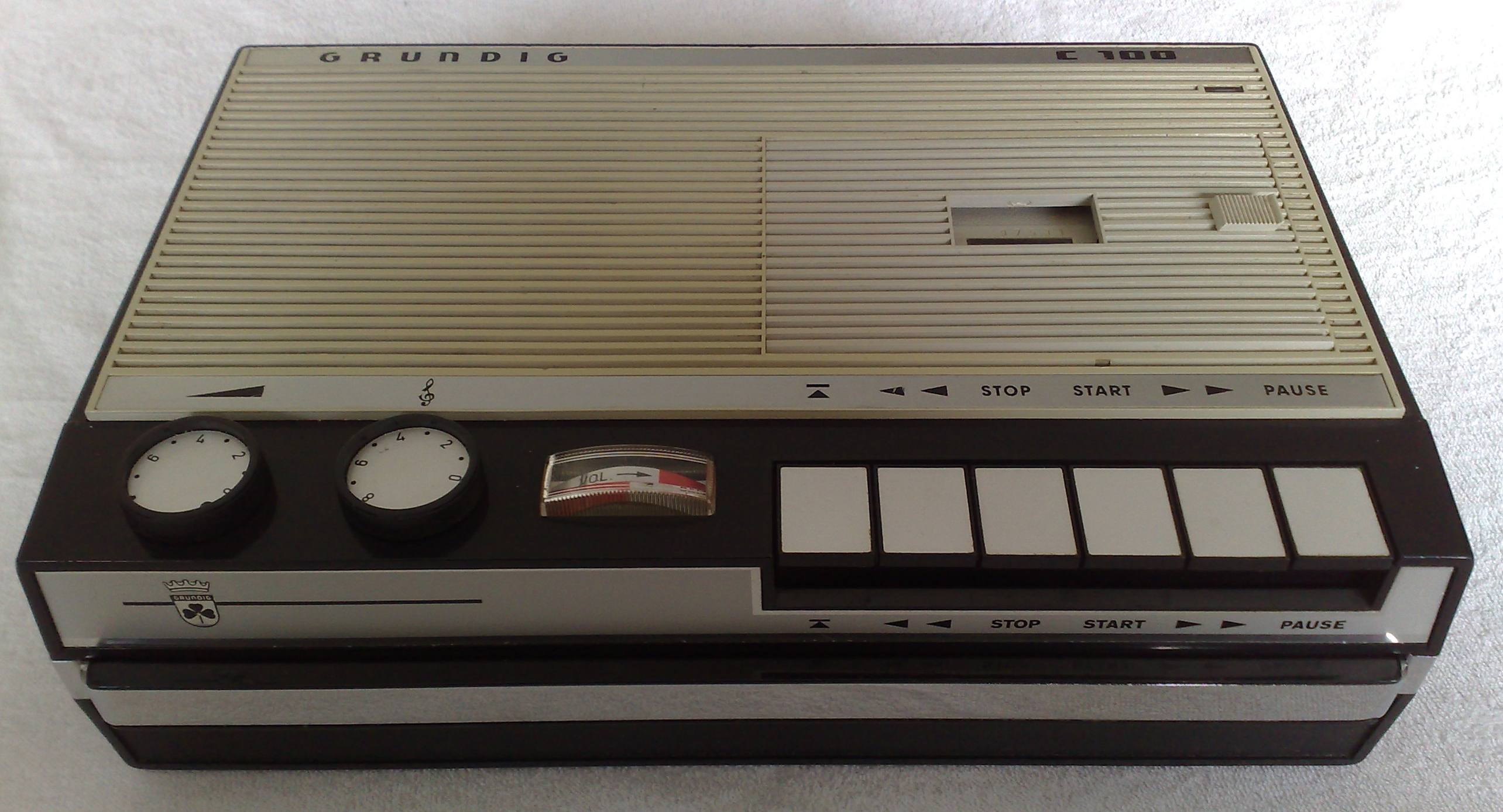
C 100 für DC-International Kassetten (1965)
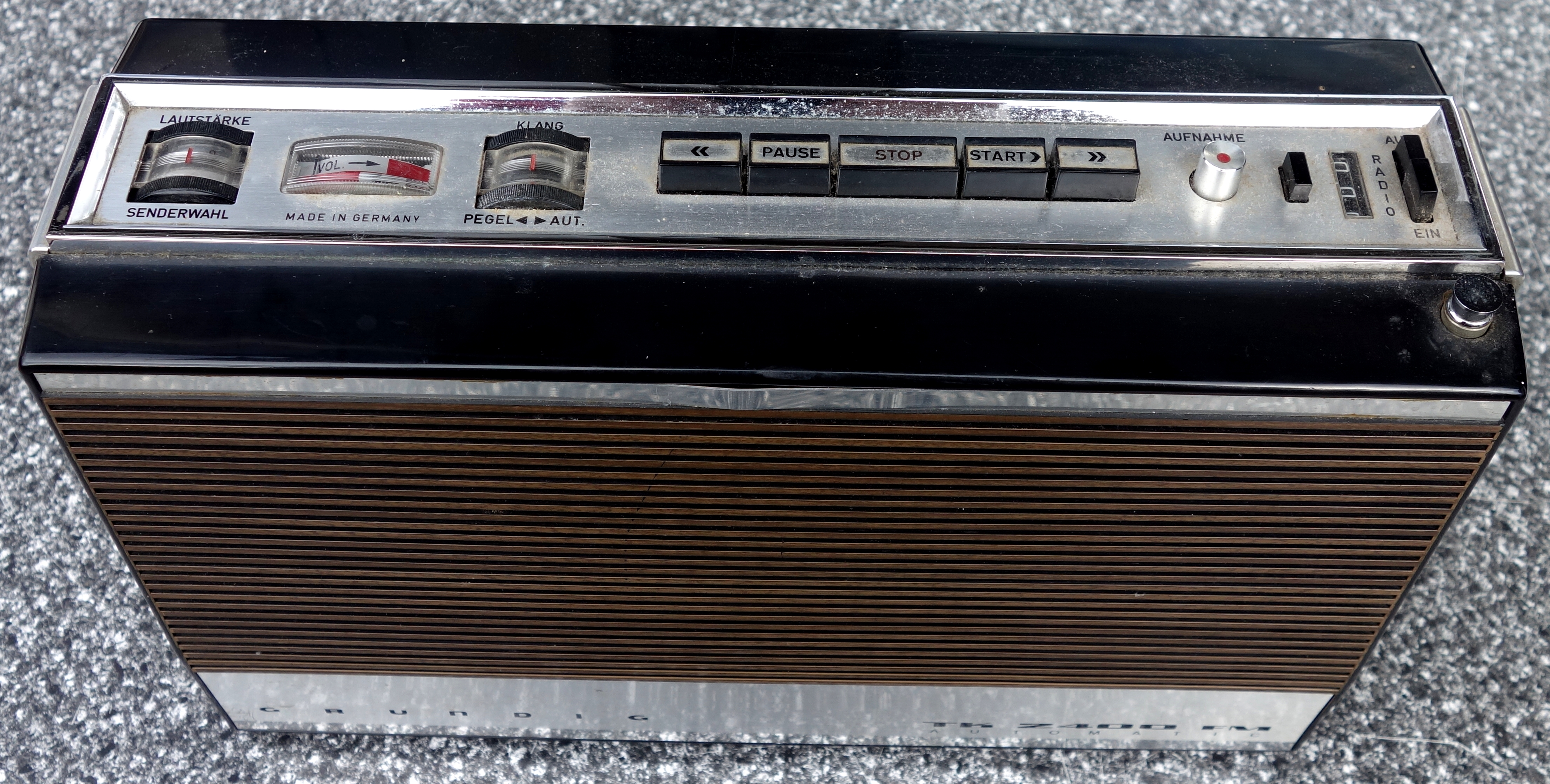
TK 2400 FM Automatic Rundfunk-Tonbandgerät, Lautsprecherseite (1968/1969)
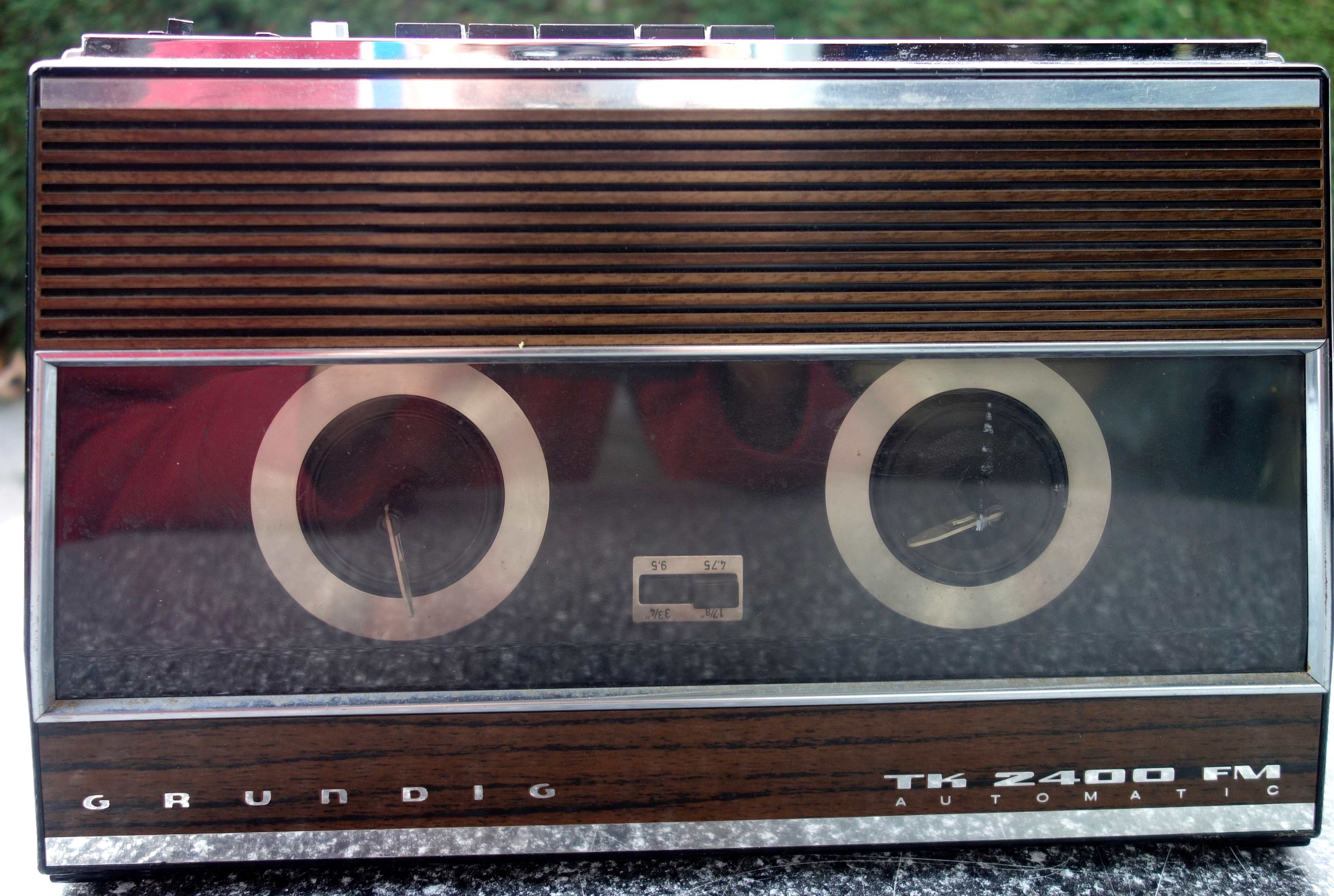
TK 2400 FM Automatic Rundfunk-Tonbandgerät, Tonbandseite (1968/1969)
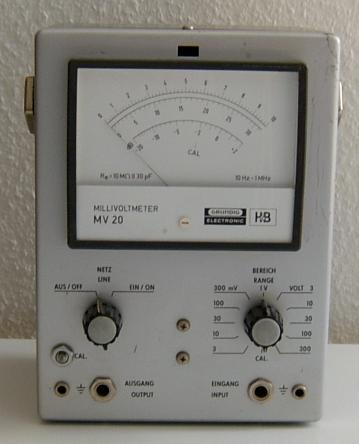
Millivoltmeter für Wechselspannung
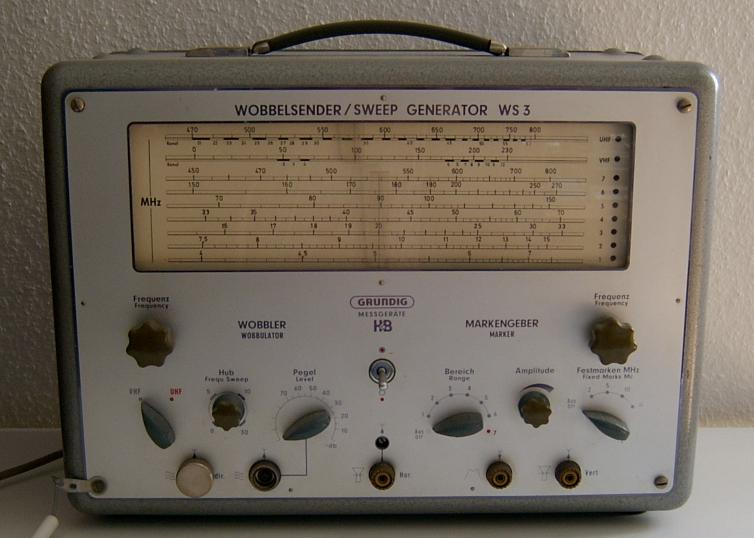
Wobbelsender WS 3
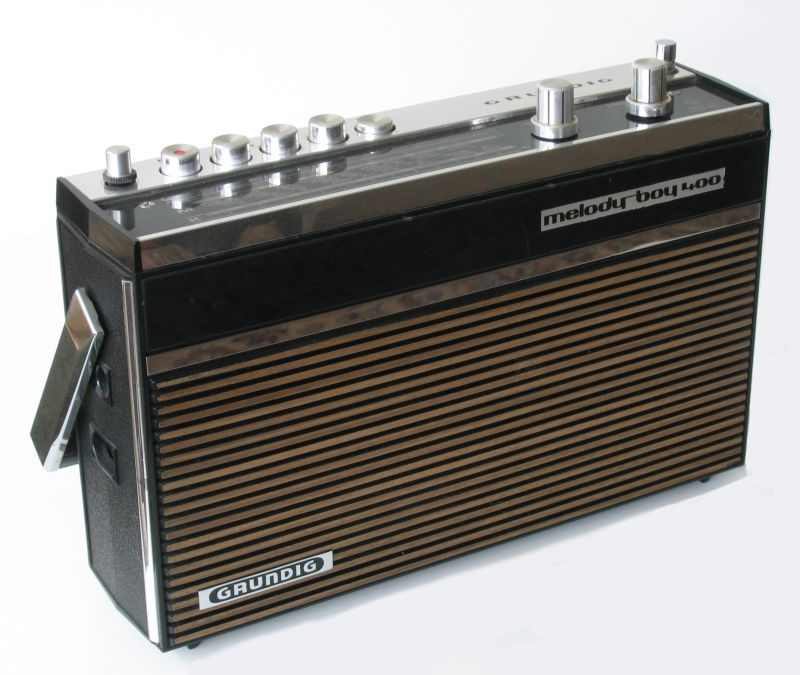
Kofferradio „melody boy 400“ (um 1971)
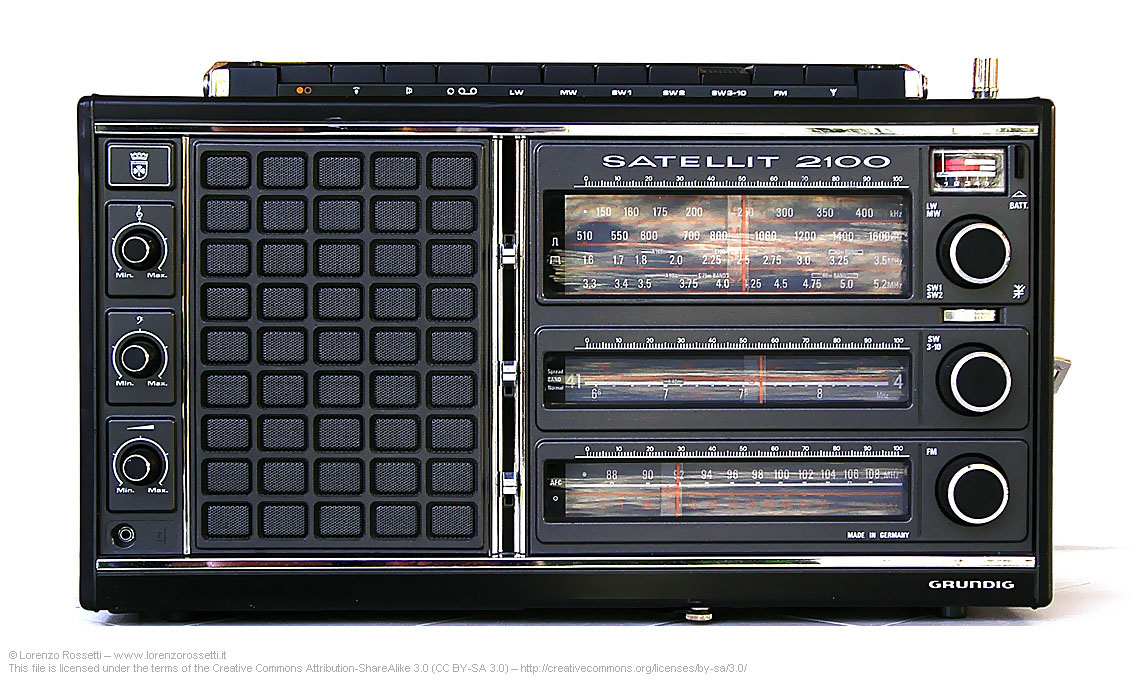
Weltempfänger „Satellit 2100“ mit mehreren Kurzwellenbereichen
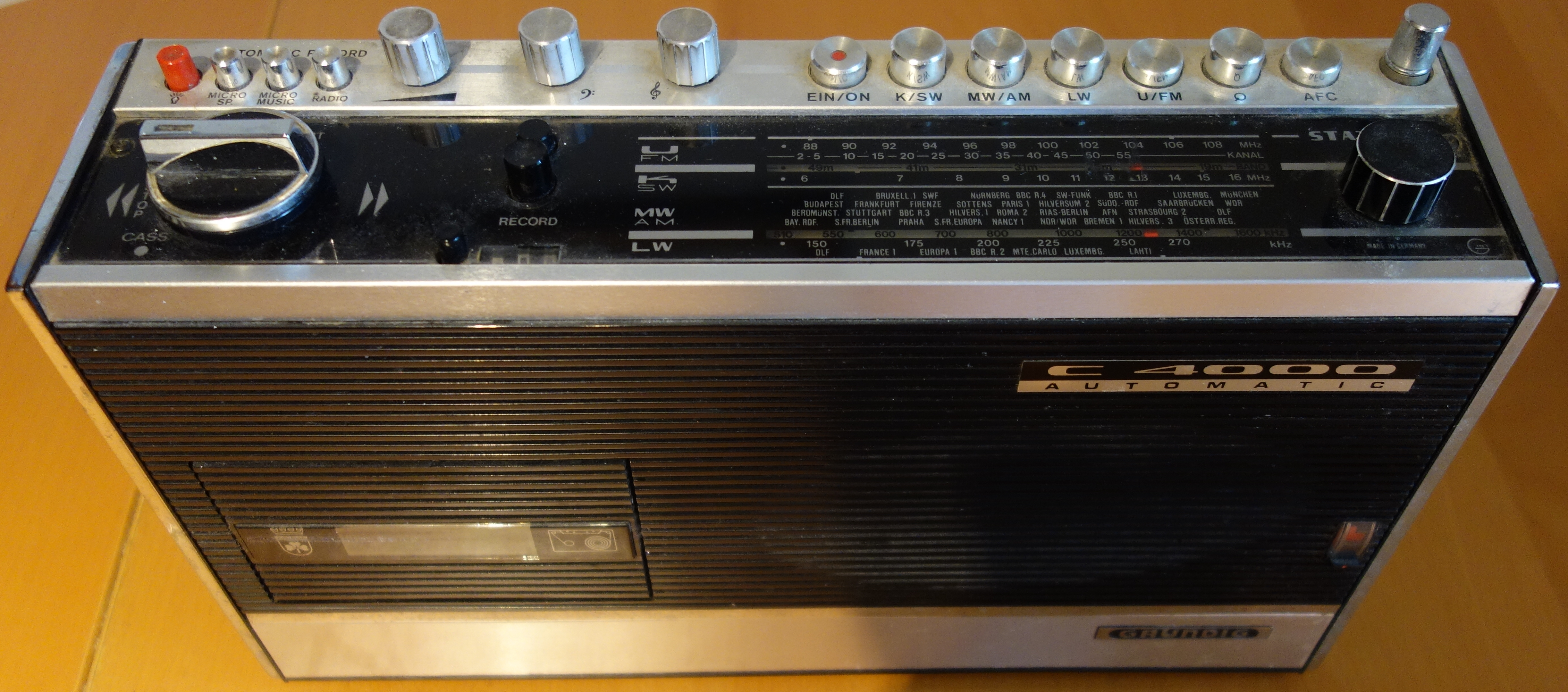
Radiorekorder C 4000 Automatic (1970er Jahre)
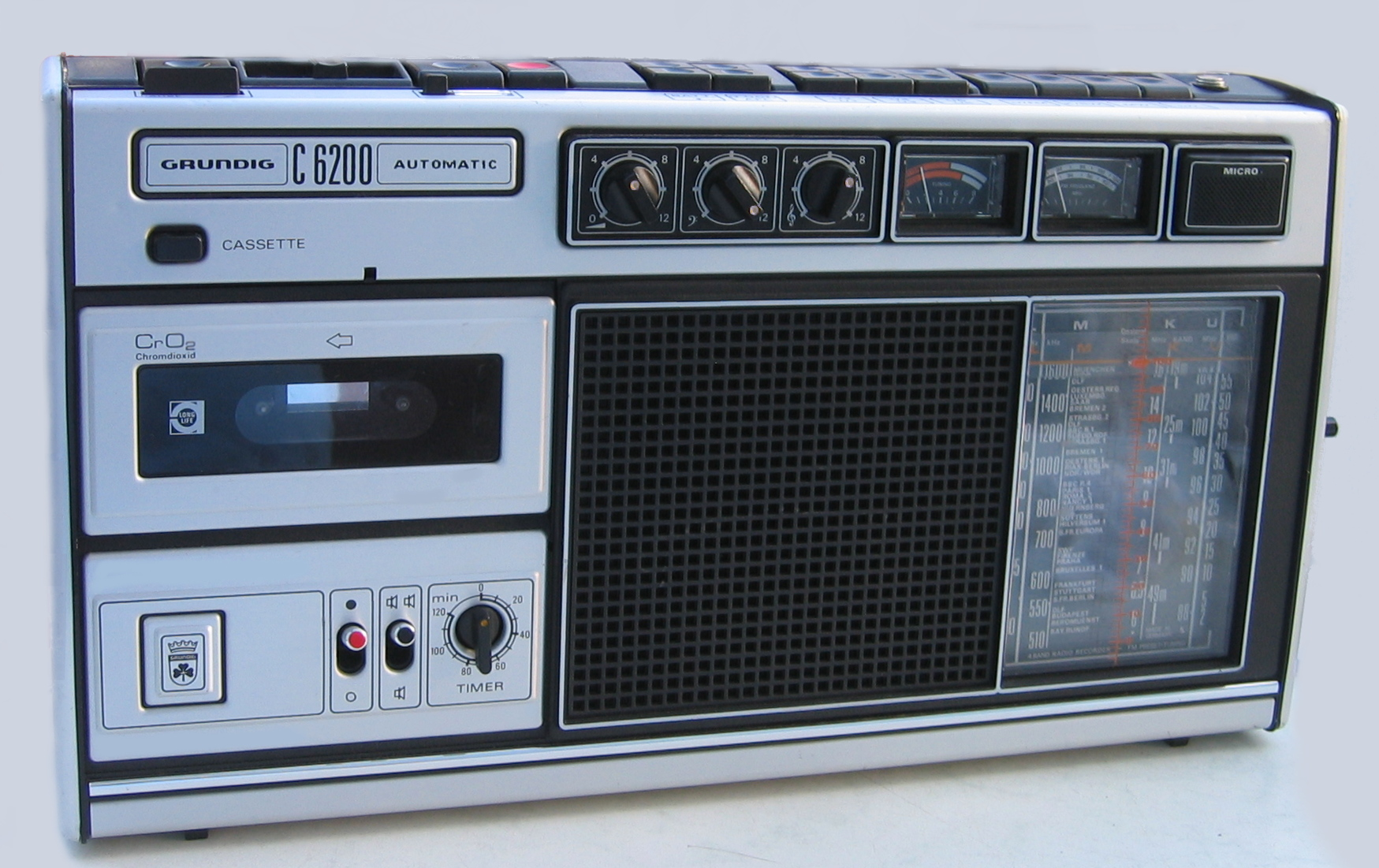
C 6200 Radiorekorder (1970er Jahre)
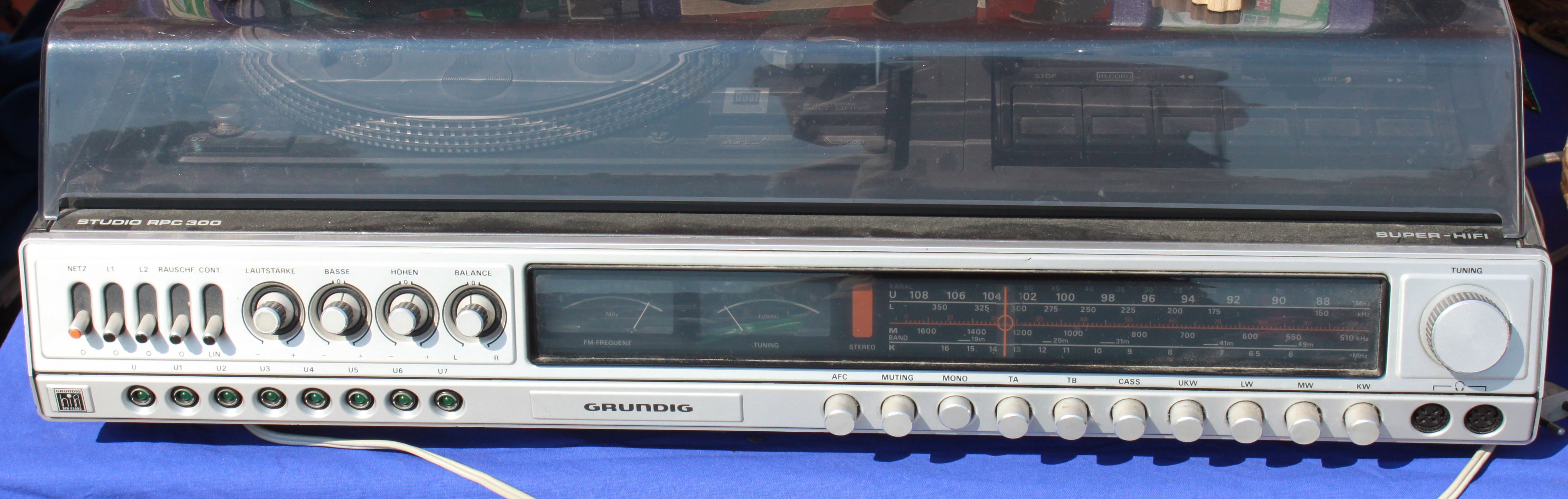
Gesamtanlage HiFi Studio RPC 200, Nennleistung 2 × 24 W, (1977–1979)
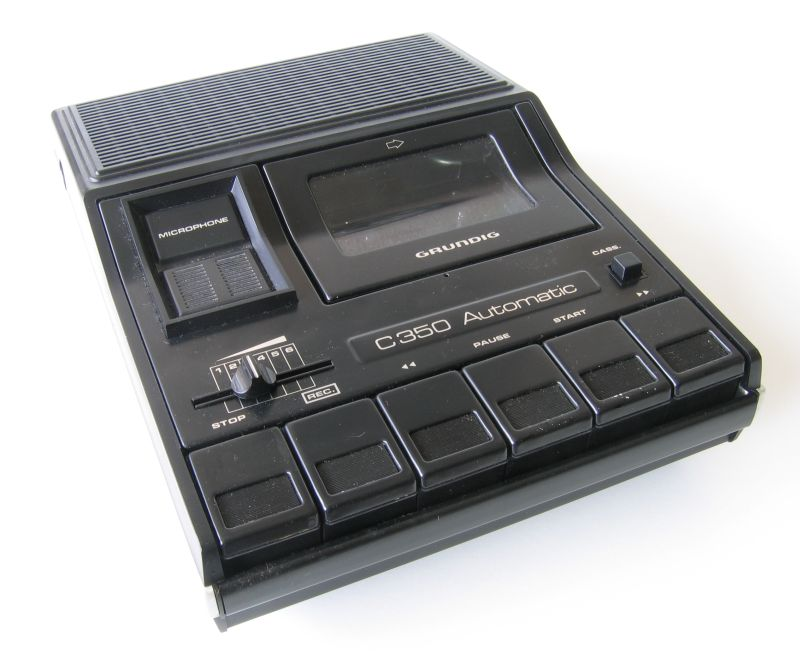
Kassettenrecorder „C350 Automatic“ (1979)
- Tele Pilot 8 Fernsehfernbedienung (1977)
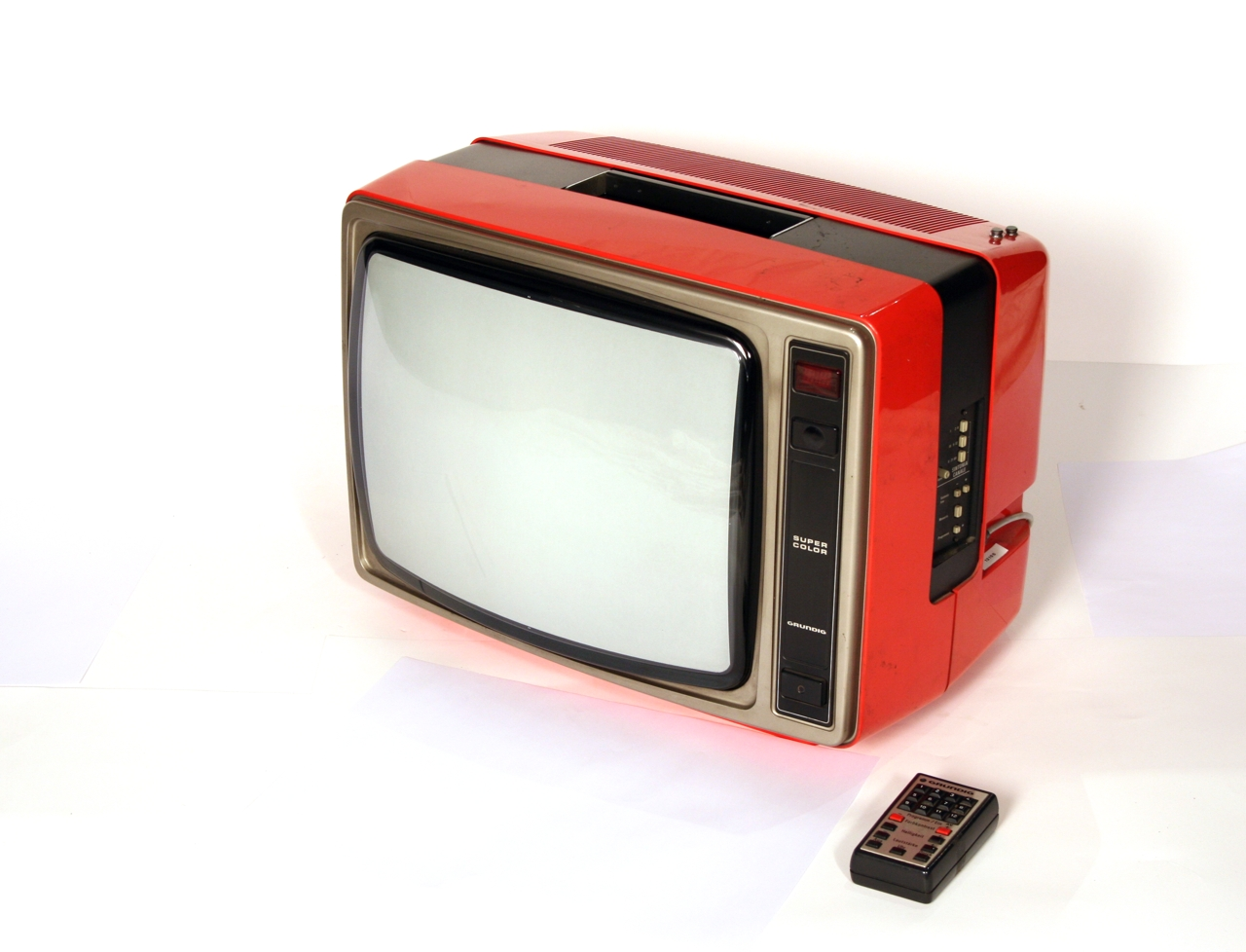
Tragbarer Farbfernseher mit Fernbedienung, Super Color 1832 IT (1978)
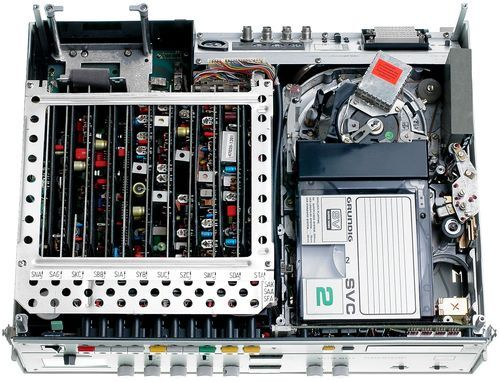
Professioneller tragbarer und schnittfähiger VCR-Videorekorder VCR 621, (Gehäuse geöffnet; 1982)
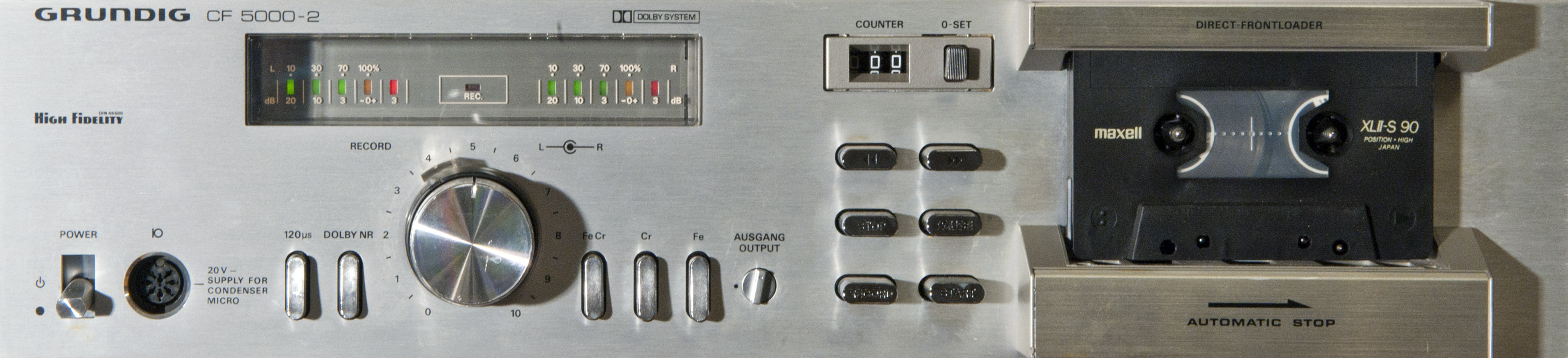
Kassettendeck CF 5000-2 (etwa 1982)
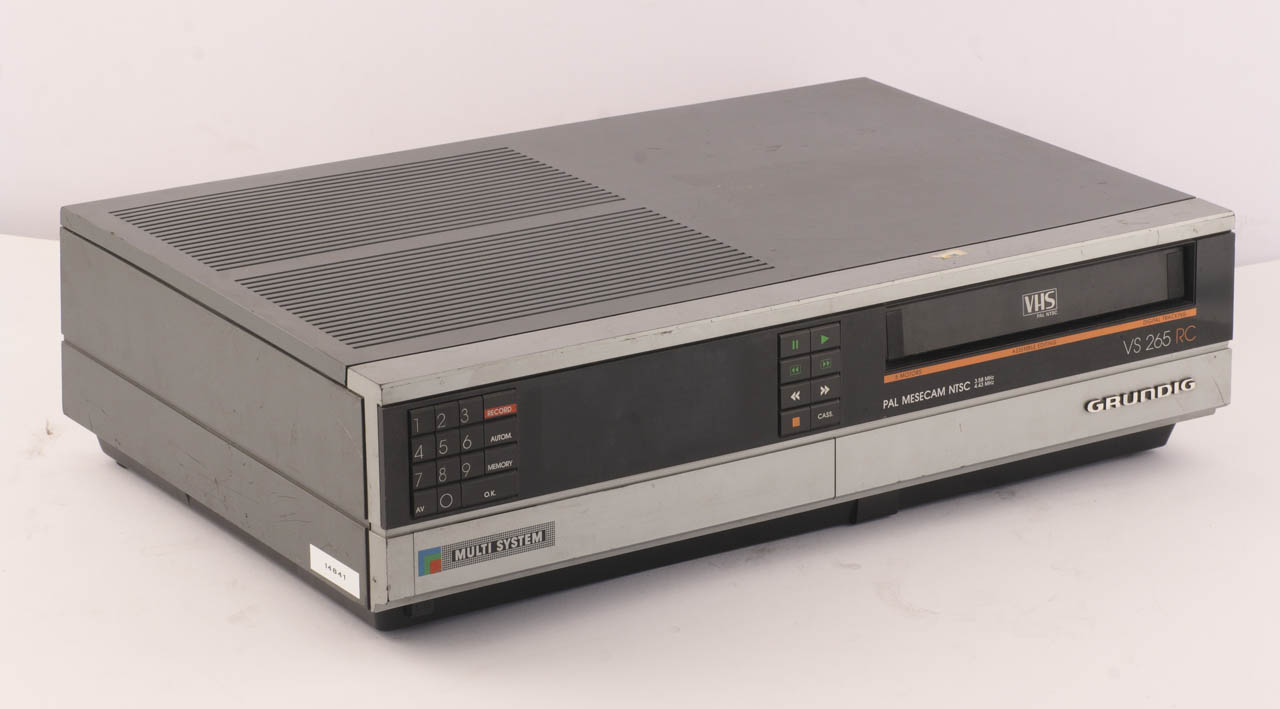
VHS-Rekorder VS 265 RC (nach 1984)
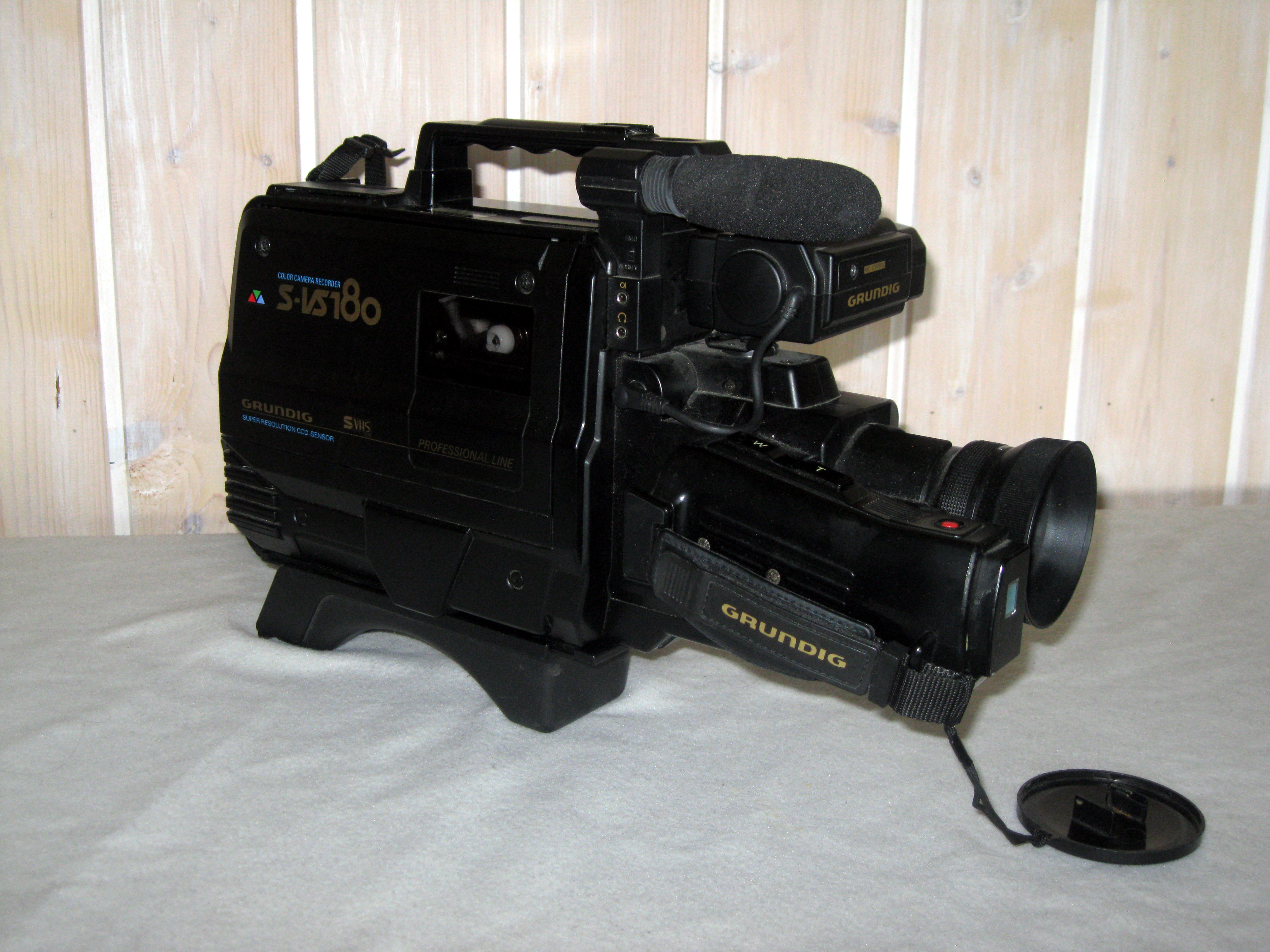
S-VHS-Kamera S-VS180
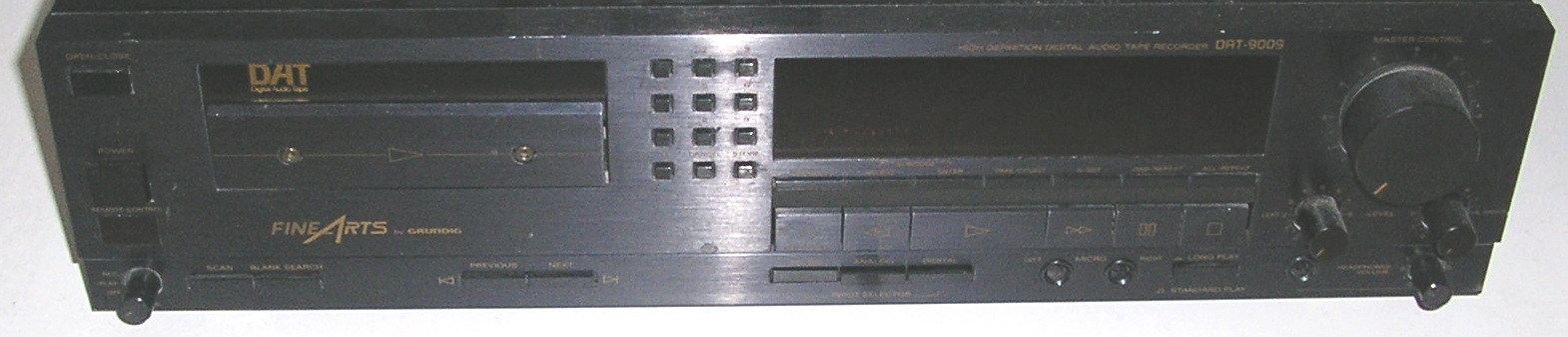
Fine Arts DAT-Rekorder 9009 (1987–1990)
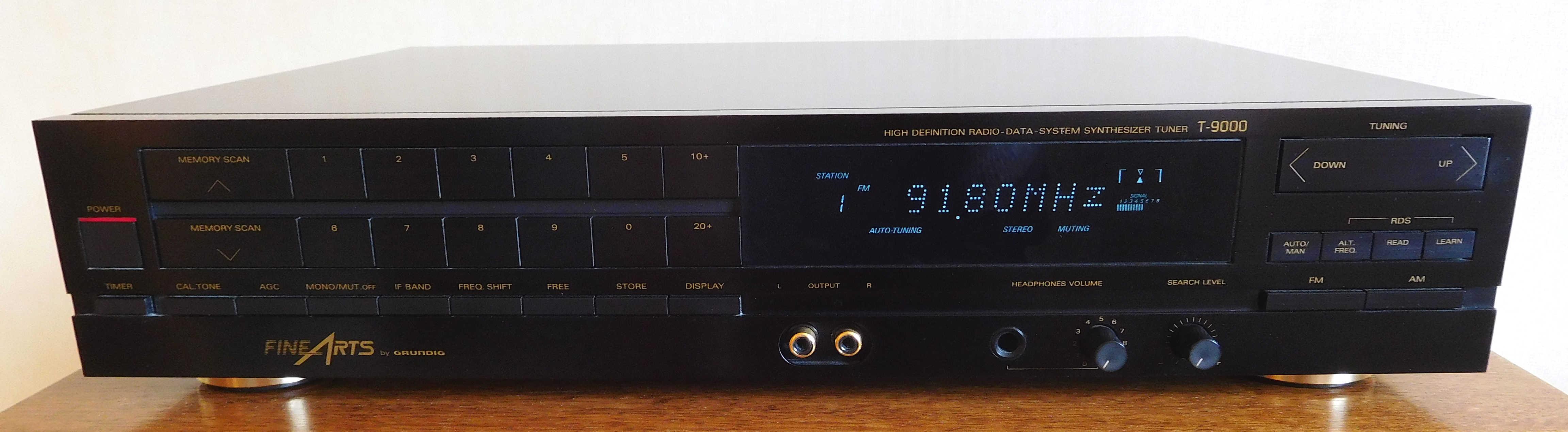
Fine Arts T-9000 (Tuner, 1987–1991)
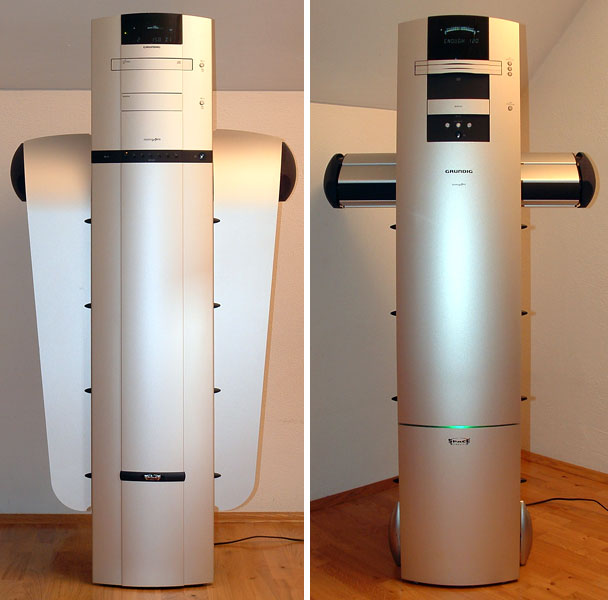
Surround HIFI-Anlage Space Fidelity PA3 (links) PA6 (rechts) (1995)
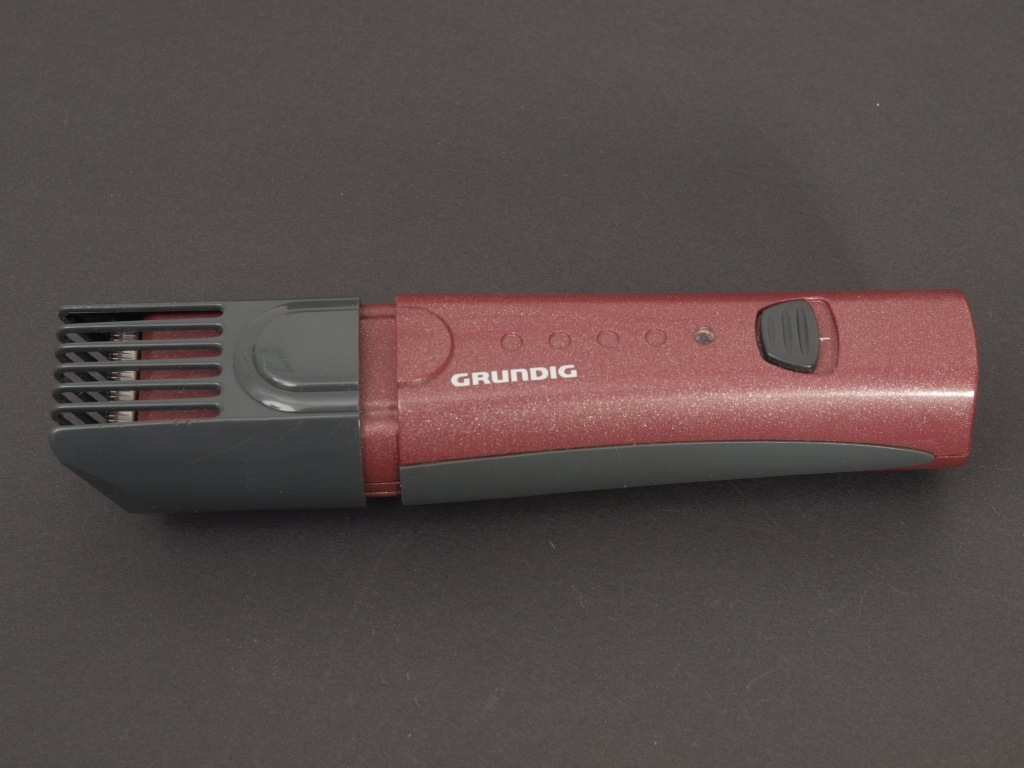
Bart-Haartrimmer
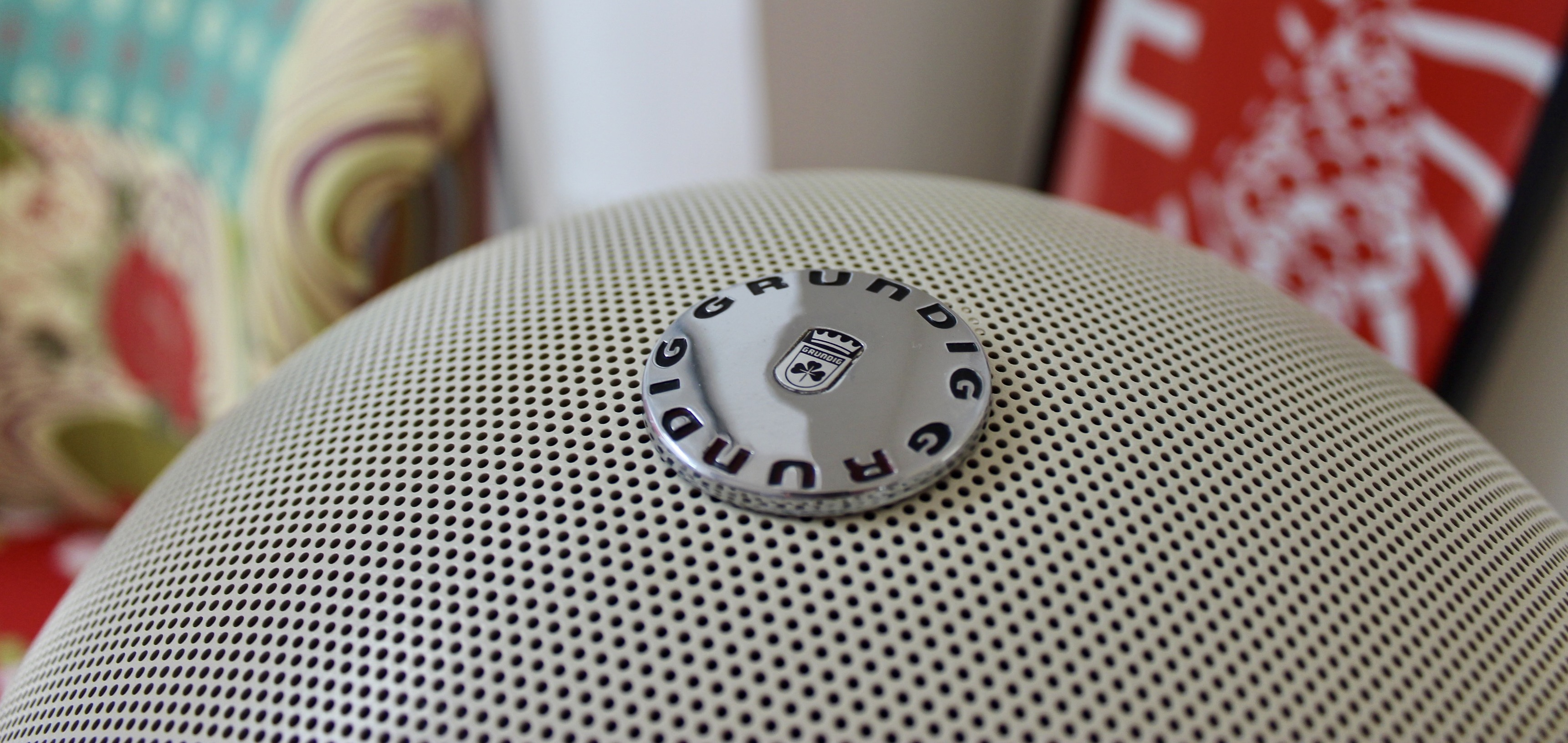
Audiorama-Lautsprecher mit Grundig-Emblem

## Sponsoring
Grundig war Hauptsponsor der ersten Stunde und Namensgeber des Grundig Mountainbike-Weltcups der UCI von 1990 bis 1998, und Hauptsponsor der Deutschen Mountainbike-Rennserie Top-Ten-Cup von 1993 bis 1997 und war somit maßgeblich an der Unterstützung und der Verbreiterung des damals neuen Mountainbike-Sports beteiligt.